# Papá corazón
Papá corazón é uma telenovela argentina produzida e exibida pelo Canal 13 em 1973.
A trama foi escrita por Abel Santa Cruz e protagonizada por Andrea del Boca, Norberto Suárez e Laura Bove. 

## Sinopse
Pinina é uma menina órfã de mãe que vive em um internato, onde lhe acontece um grande número de aventuras. Seus únicos parentes são seu pai e uma tia; eles a querem muito, mas não têm muito tempo para cuidar dela. Por isso, Pinina passa grande parte do tempo no internato, o que lhe permite preencher o vazio maternal com as madres, que a ajudam em circunstâncias complicadas. No transcurso da historia, ela descobre coisas novas e abre seu coração até seu pai.
Pinina cria um mundo de fantasias tão real para ela que inclusive chega a falar com o fantasma de sua mãe, que lhe aconselha e lhe dá ânimos. E um de seus conselhos é que seu papai forme uma família com outra mulher para que sejam felizes ela e seu papai coração.

## Elenco
- Andrea Del Boca  Angélica Pinina de María
- Norberto Suárez - Maximiliano de María
- Laura Bove - Camila.
- Elcira Olivera Garcés - Tía Pelucas.
- Liliana Benard - Irmã Renata
- Nelly Prono - Madre Superiora.
- Hugo Arana - Marcelo.
- Alejandro Anderson - Saúl.
- Jorge Barreiro - Leopoldo Balboa
- Aurora Del Mar - Emilia.
- Raúl Aubel - Irmão de Cristina.
- Mercedes Harris - Lucía
- Erica Walner - Cristina
- Virginia Romay Mãe de Cristina.
- Elena Sedova - Josefina.
- Maria Vera - Elvira.
- Jose Canosa - Don Pablo.
- Claudia Alessandría

## Versões
- Em 1974, a Televisa realizou uma versão da telenovela chamada Mundo de juguete, que superou os seiscentos capítulos.

- Em 1976, o canal brasileiro TV Tupi realizou uma versão intitulada Papai Coração. Foi adaptada por José Castellar e teve como protagonistas os atores Narjara Turetta, Paulo Goulart, Selma Egrei e Nicette Bruno.

- Em 1986 se realizou uma nova versão argentina, chamada Mundo de muñeca, também realizada pelo Canal 13, e contou com Analía Castro como protagonista.

- Em 2000, a Televisa realizou outra versão mexicana chamada Carita de ángel, com Daniela Aedo como protagonista.

- Em 2008 os produtores do canal Telefuturo do Paraguai fizeram uma versão livre chamada Papá del corazón, protagonizada por Dani Da Rosa e Paola Maltese.

- Em 2016, o canal brasileiro SBT realizou uma nova versão da trama, com o título de Carinha de Anjo e com Lorena Queiroz como protagonista.